# Eadweard Muybridge
Eadweard Muybridge (Kingston upon Thames, 9 aprile 1830 – Kingston upon Thames, 8 maggio 1904) è stato un fotografo britannico.
Fu un pioniere della fotografia del movimento.

## Biografia
Muybridge nacque nel 1830 a Kingston upon Thames, in Inghilterra. Battezzato Edward James Muggeridge, cambiò il cognome prima in Muygridge, infine in Muybridge. Figlio di John Muggeridge (1806-1843) e Susannah Smith (1807-1874), ebbe tre fratelli. Suo padre commerciava grano e carbone, la sua casa destinava il pian terreno agli affari e gli ambienti al piano superiore all'abitazione. 
Dopo che il padre morì nel 1843, la madre ne proseguì le attività. Anche suo cugino Norman Selfe crebbe a Kingston sul Tamigi, ma si trasferì in Australia e, seguendo una tradizione di famiglia, divenne un ingegnere rinomato. 

### Libraio negli USA (1850-1860)
A vent'anni, nel 1850, Muybridge emigrò negli USA alla ricerca di fortuna. Fu prima a New York come libraio, poi con la stessa attività a San Francisco, città che al tempo era ancora la "capitale della corsa all'oro".

Nel 1860 decise infine di cedere la libreria a un fratello e di tornare in Europa, ma durante il viaggio di ritorno un incidente in diligenza, in Texas, gli causò serie ferite alla testa, costringendolo a desistere. L'incidente, nel corso del quale era stato sbalzato dalla carrozza e aveva picchiato la testa contro una pietra, riportando probabili lesioni cerebrali, modificò il suo carattere, aggiungendogli un elemento di bizzarria e irascibilità in precedenza assente. 

Dopo aver fatto causa per danni alla compagnia a cui apparteneva la diligenza, Muybridge ottenne 2500 dollari, con i quali tornò infine in Inghilterra, dove prese  confidenza con la nascente tecnica della fotografia. 

### La nuova carriera come fotografo (1867-1882)

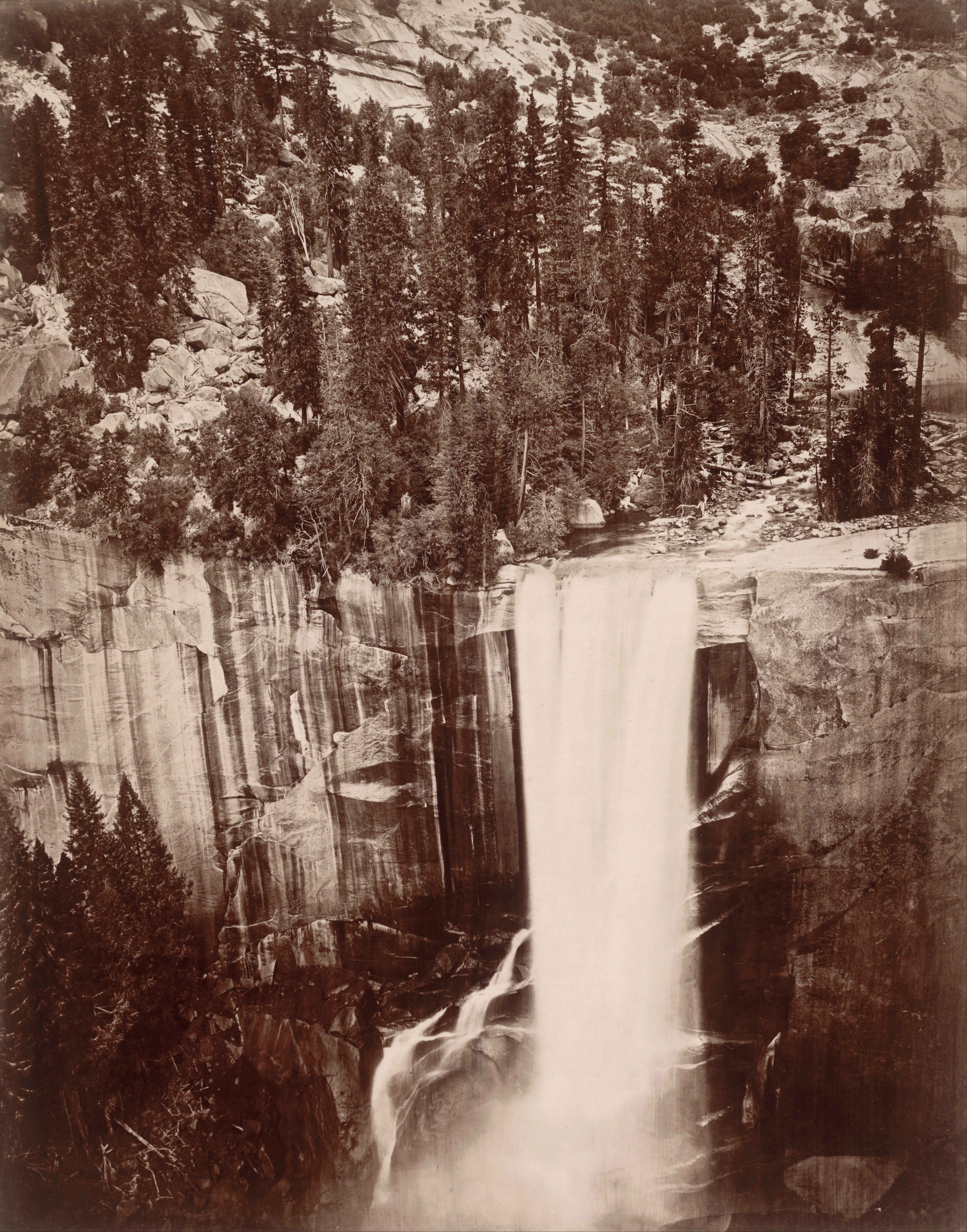
Vernal Falls nel parco di Yosemite. Eadweard Muybridge, 1872

Tornato nuovamente in California nel 1867, applicò le nuove conoscenze alla realizzazione di foto di paesaggio, creando notevoli immagini del Parco nazionale di Yosemite e di San Francisco, a volte esponendosi a rischi personali per ottenere le inquadrature più suggestive. Le immagini vennero pubblicate con lo pseudonimo di “Helios”. 

Muybridge realizzò addirittura un veicolo dotato di camera oscura, che gli permise di stampare foto su commissione ovunque lo si volesse chiamare, caratterizzandosi anche come fotografo itinerante. 

Grazie ai risultati di quest'attività si fece notare, tanto che fu scelto come fotografo ufficiale di una spedizione in Alaska nel 1867. Negli anni successivi si specializzò nella fotografia industriale e nel 1869 inventò uno dei primi otturatori per la macchina fotografica. 

Nel 1872 l'oligarca delle ferrovie e governatore della California Leland Stanford chiese a Muybridge di confermare una sua ipotesi, ovvero che durante il galoppo di un cavallo esiste un istante in cui tutte le zampe sono sollevate da terra. 

Muybridge, grazie al finanziamento del magnate, iniziò a sperimentare con otturatori elettrici ed emulsioni fotosensibili che richiedessero tempi d'esposizione meno lunghi. 
I primi risultati furono incoraggianti, ma non al punto da non dover richiedere il ritocco manuale dei positivi, che risultavano ancora "mossi" e indistinti. Essi furono quindi pubblicati, inizialmente, solo come silhouettes. 

I progetti e gli studi di Muybridge dovettero però interrompersi a causa di un drammatico evento che lo fece allontanare dall'attività fotografica. Nel 1874, mentre viveva nella Baia di San Francisco, Muybridge scoprì che la moglie (una donna ventenne da lui sposata a 40 anni) aveva un amante, il maggiore Harry Larkyns. Il 17 ottobre dello stesso anno, Muybridge gli sparò, uccidendolo, e per questo venne processato, ma fu assolto perché il suo fu ritenuto un delitto d'onore. Quest'episodio fu rappresentato nell'opera del compositore Philip Glass, "The Photographer".
. 
Poco dopo la moglie morì, e 

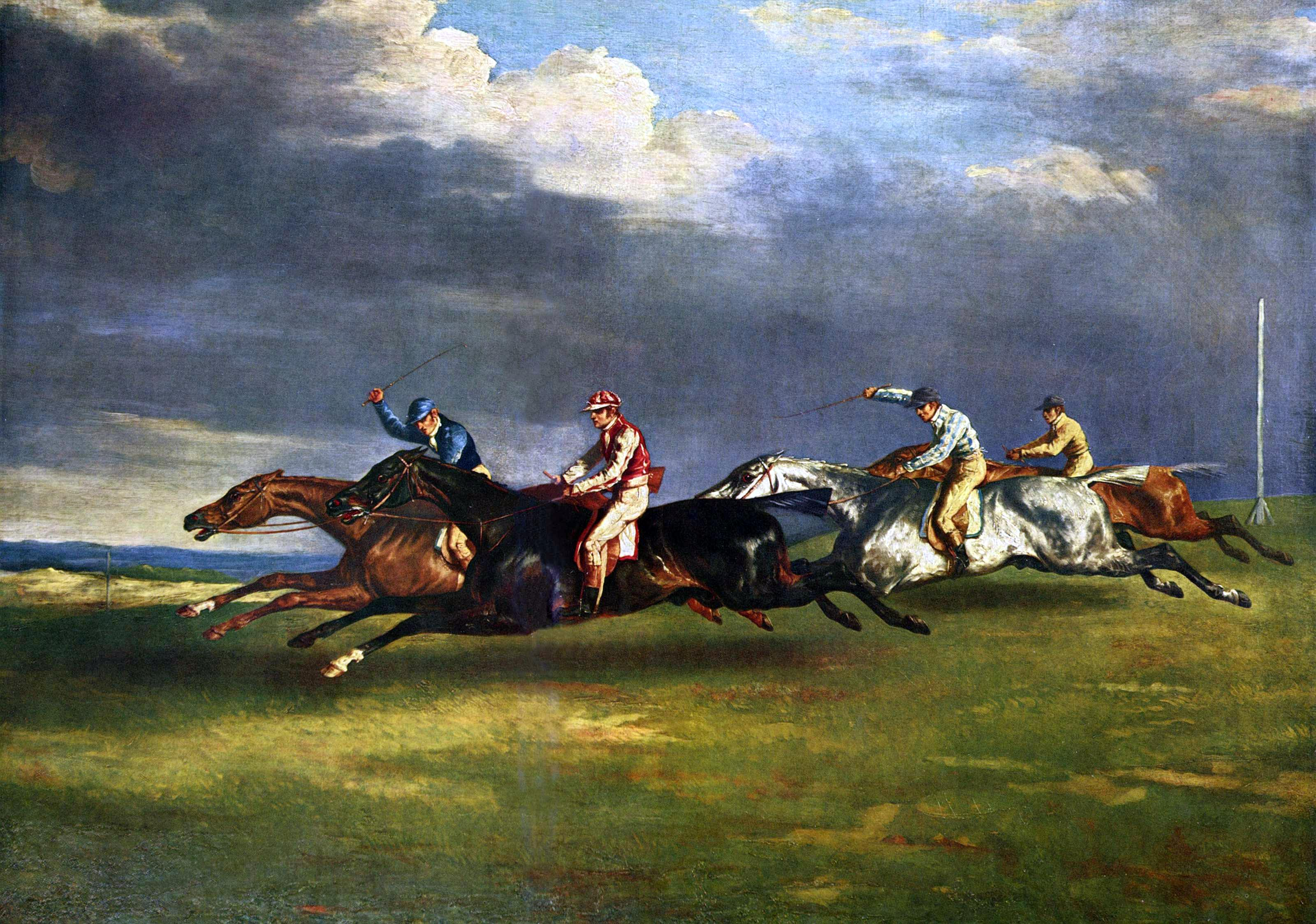
Le derby d'Epsom, di Théodore Géricault, 1821, olio su tela, 91x122 cm, Parigi, Museo del Louvre

Muybridge senza tante cerimonie piazzò il loro unico figlio in orfanotrofio, provvedendo al pagamento della retta ma di fatto dimenticandocelo completamente.

Nel 1877 Muybridge riprese gli esperimenti sul moto, e nel 1878 fotografò con successo un cavallo in corsa, utilizzando 24 fotocamere sistemate parallelamente lungo il tracciato. 
Ogni singola macchina veniva azionata da un filo colpito dal cavallo. La sequenza di fotografie, chiamata The Horse in motion, mostrò come gli zoccoli si sollevassero dal terreno contemporaneamente, ma non nella posizione di completa estensione, come era comunemente raffigurato dai suoi contemporanei.
Era infatti convinzione comune che il cavallo si staccasse completamente da terra nella posizione di massima estensione, e così fu spesso raffigurato nei dipinti e disegni degli inizi del 1800, come nell'esempio di Théodore Géricault. I risultati di Muybridge sconvolsero questa visione e influenzarono pesantemente l'attività dei pittori, che si affidarono sempre più al mezzo fotografico per meglio riprodurre quello che l'occhio umano confonde. 

Molti pittori utilizzarono fotografie di figure umane per copiarle nei loro quadri e si arrivò anche alla pittura diretta su lastra fotografica. 

L'analisi del movimento catturato da Muybridge venne apprezzata anche da Edgar Degas, che ne studiò le posizioni assunte dal cavallo, traendo disegni dalle fotografie.

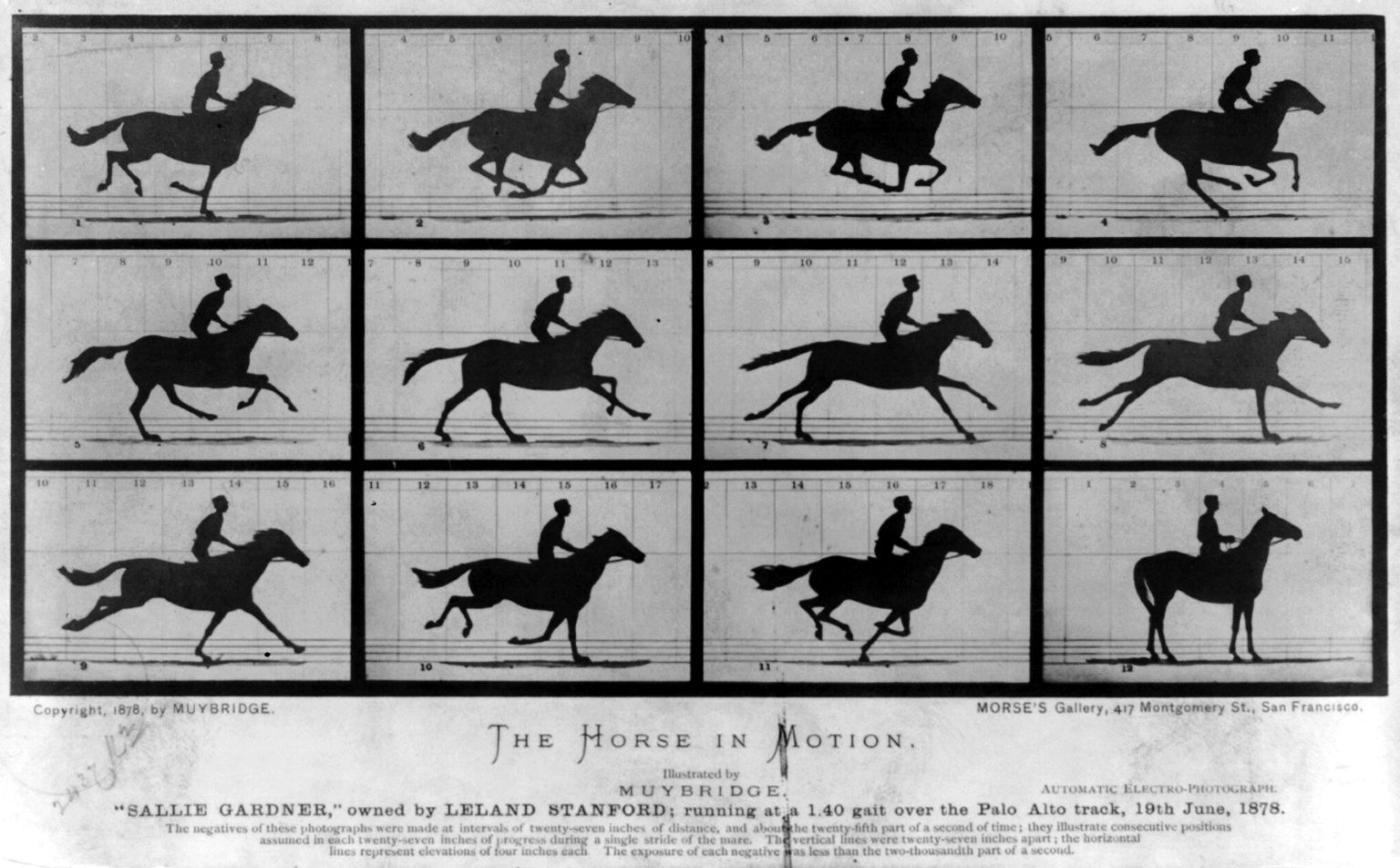
Il cavallo in movimento, 1878

Il successo dello sforzo di Muybridge fu riconosciuto anche da Paul Valéry, che aggiunse:
(Degas Danse Dessin, Paul Valéry, 1938)

### A Philadelphia, 1882-1893
Nel 1882 Muybridge ruppe con Stanford che, probabilmente considerandolo solo uno dei suoi tanti impiegati, aveva pubblicato un libro sul moto del cavallo, usando molte foto del suo protetto senza citarlo. Ciò ebbe l'esito paradossale di far accusare di plagio Muybridge, che intentò causa al magnate ma, prevedibilmente, perse. 
Eadweard si trasferì quindi a Philadelphia dove, grazie all'appoggio garantitogli da Thomas Eakins, e ai finanziamenti dell'Università della Pennsylvania e della "Pennsylvania Academy of the Fine Arts", poté proseguire le sue ricerche. 
In questo periodo Muybridge utilizzò la tecnica della cronofotografia per studiare il movimento degli animali, ivi inclusi gli esseri umani, ritratti, in genere nudi, in attività quotidiane o in esercizi sportivi. Il suo lavoro fu quindi precursore della biomeccanica e della meccanica degli atleti.

Per molti anni, grazie ai suoi nuovi sponsor, Muybridge poté usufruire di uno studio all'aria aperta, che utilizzava durante i mesi estivi, fotografando in movimento animali dello zoo e animali domestici di tutti i tipi, in cammino, in corsa e in volo. 

Inoltre fotografò, nudi e in movimento, modelle e modelli non professionisti: atleti dell'Università, acrobati, contorsionisti, professori e studenti della scuola d'arte (una prassi già iniziata da Eakins), artigiani, carcerati, e perfino se stesso e persone affette da handicap motori o neurologici, o con amputazioni. 

Tennis, servizio, 1887

Eadweard Muybridge, sequenza animata di un cavallo da corsa al galoppo, Animal Locomotion, 1887

Muybridge fotografava il soggetto in movimento effettuando scatti consecutivi, con una serie di macchine fotografiche disposte sul percorso, azionate in sequenza da un orologio elettrico che apriva e chiudeva un otturatore elettromeccanico. L'immagine catturata da ogni macchina, se messa in sequenza con le altre, restituiva il dinamismo del movimento.

Queste fotografie hanno influenzato e affascinato molti artisti: dal Cubismo degli anni Dieci a Francis Bacon, fino all'arte cinetico-programmata degli anni sessanta.
Considerato il fatto che Muybridge lavorava, pur con intenti scientifici, per un'accademia d'arte, non sorprendono eccessivamente né l'uso deliberato e costante del nudo (all'epoca assolutamente tabù in fotografia, e comunque scandaloso, come lo stesso Thomas Eakins avrebbe scoperto a sue spese), né il fatto che il risultato artistico abbia complessivamente prevalso su quello scientifico. Muybridge a volte sostituì infatti scatti venuti male in una sequenza, con scatti corrispondenti, di migliore qualità, tratti da una sequenza diversa, con lo stesso modello e negli stessi gesti. Una prassi inaccettabile oggi dal punto di vista scientifico, ma che garantiva allora il miglior risultato estetico possibile, nonché quello più utile per gli artisti (che dopo tutto erano i principali acquirenti delle sue pubblicazioni).

Le fotografie di Muybridge furono pubblicate infatti nel 1887 dall'Università in 781 tavole con 22.000 fotogrammi, vendute separatamente o riunite in una raccolta di undici volumi intitolata Animal locomotion (Locomozione animale). Per limitare lo scandalo legato ai nudi, prima di poter comprare singole tavole era necessario avere acquistato almeno cento fogli a scelta dell'editore, che in questo modo riuscì a limitarne la diffusione alle sole istituzioni accademiche e ai ricchi.

Ragazzi che giocano alla cavallina (1883–86, stampa 1887)
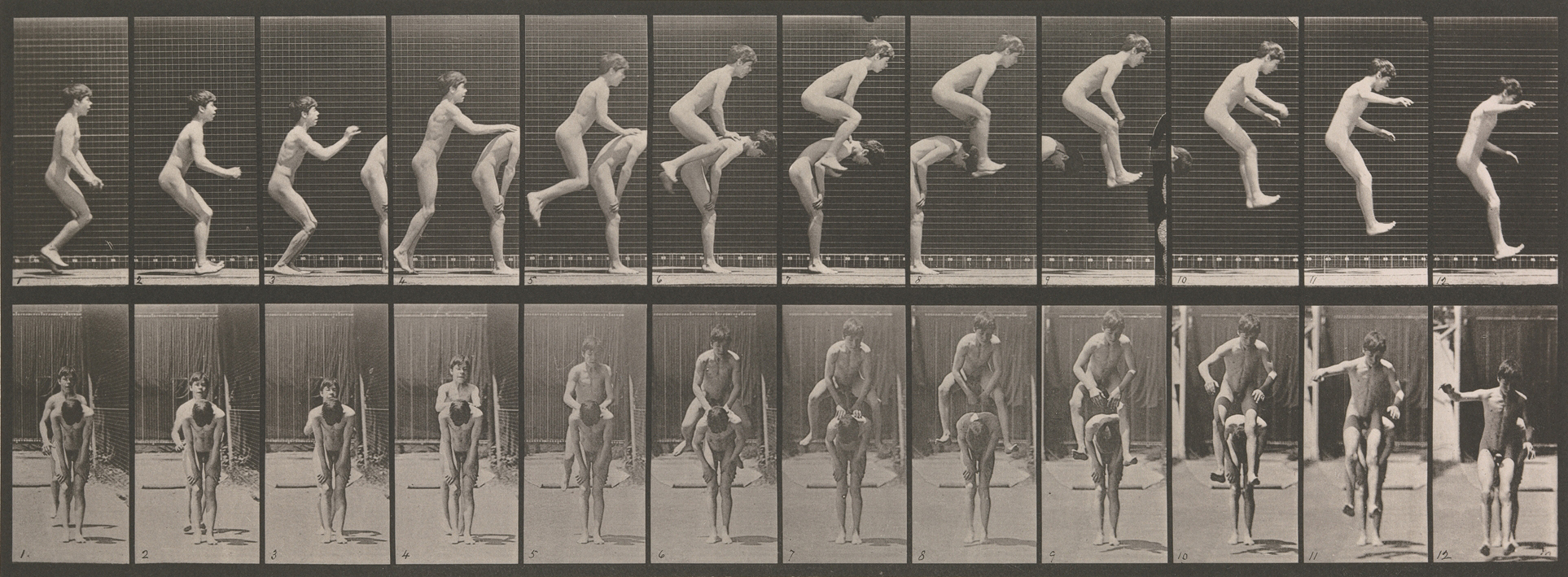
Collotipia originale.
Ricostruzione del movimento, in veduta laterale.
Ricostruzione del movimento, in veduta frontale.

Paradossalmente fu questo "difetto" ad aver permesso al nome di Muybridge di conservare fama anche ai giorni nostri, laddove quello del fisiologo francese Étienne-Jules Marey, che aveva iniziato a studiare con la cronofotografia il moto prima di Muybridge, nel 1875, è sconosciuto a tutti. Marey diede importanti contributi scientifici in vari campi, da quelli relativi al movimento del cuore a quello del moto del fumo, giungendo a produrre una vera e propria pellicola cinematografica. Ciononostante, le sue fotografie scientifiche (prodotte con un ben più pratico "fucile fotografico", che con un meccanismo rotante portava all'obiettivo una sequenza di fotogrammi), e prive di nudi umani, non sono rimaste nella memoria popolare. Eppure è provato che nella fase finale della vita di Muybridge i due si conobbero e s'influenzarono a vicenda.

### Precursore del cinema
Muybridge condusse molte ricerche per migliorare la cattura del movimento nella fotografia. Nel 1880 progettò lo zoopraxiscopio, uno strumento del tipo della lanterna magica e simile allo zootropio, che proiettava immagini in rapida sequenza, permettendone la visione a più persone contemporaneamente. Nasceva così il «cinematografo». 
Alla fine del XX secolo diverse sequenze d'immagini sono state assemblate per produrre brevissimi "clip" che restituiscono il movimento da cui era nata la sequenza di fotografie, come quelli esemplificati nella presente voce.

Dischi di Phenakistoscope pubblicati da Muybridge (1893)
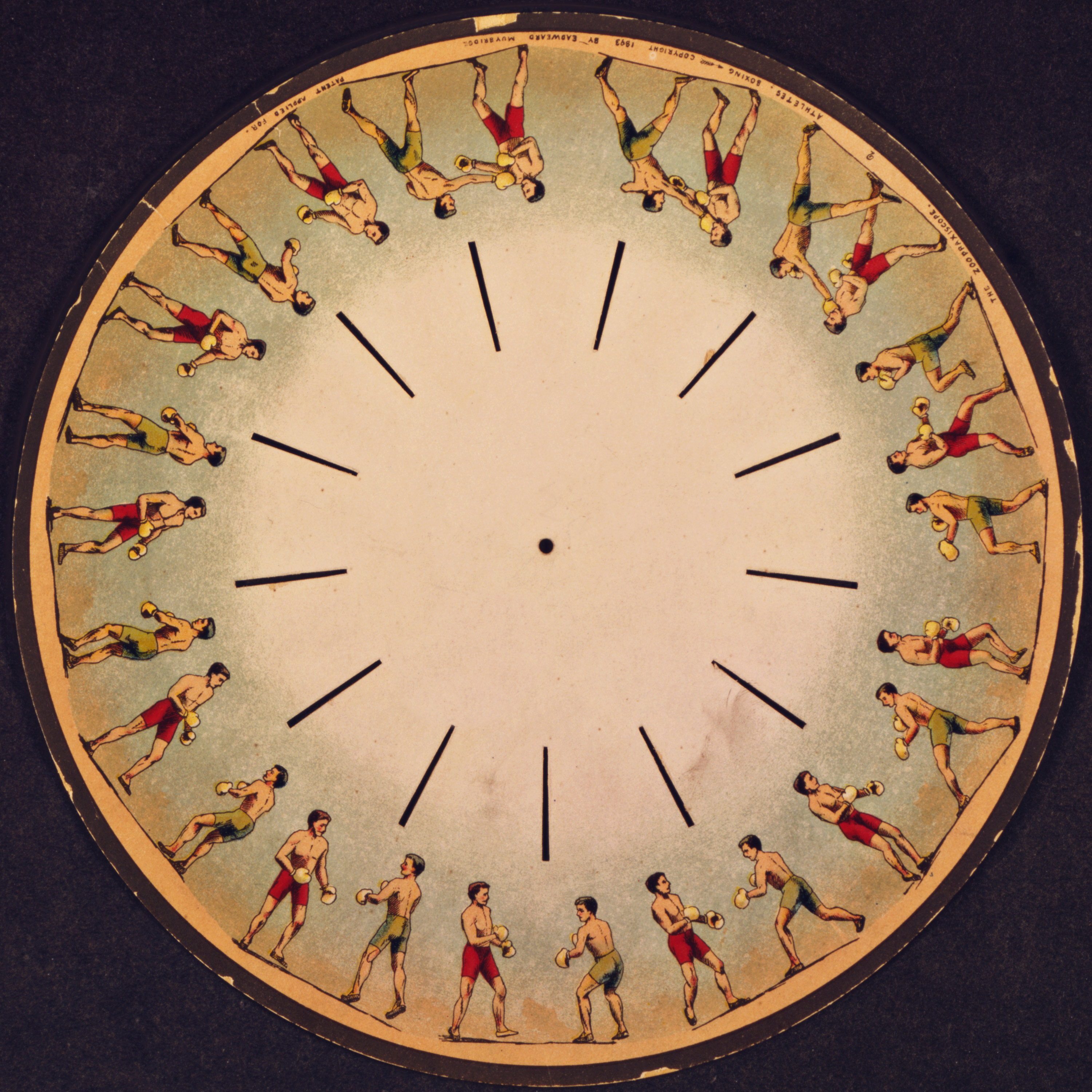
Boxeurs.
Disco rotante.
Dettaglio specchiato dell'animazione.
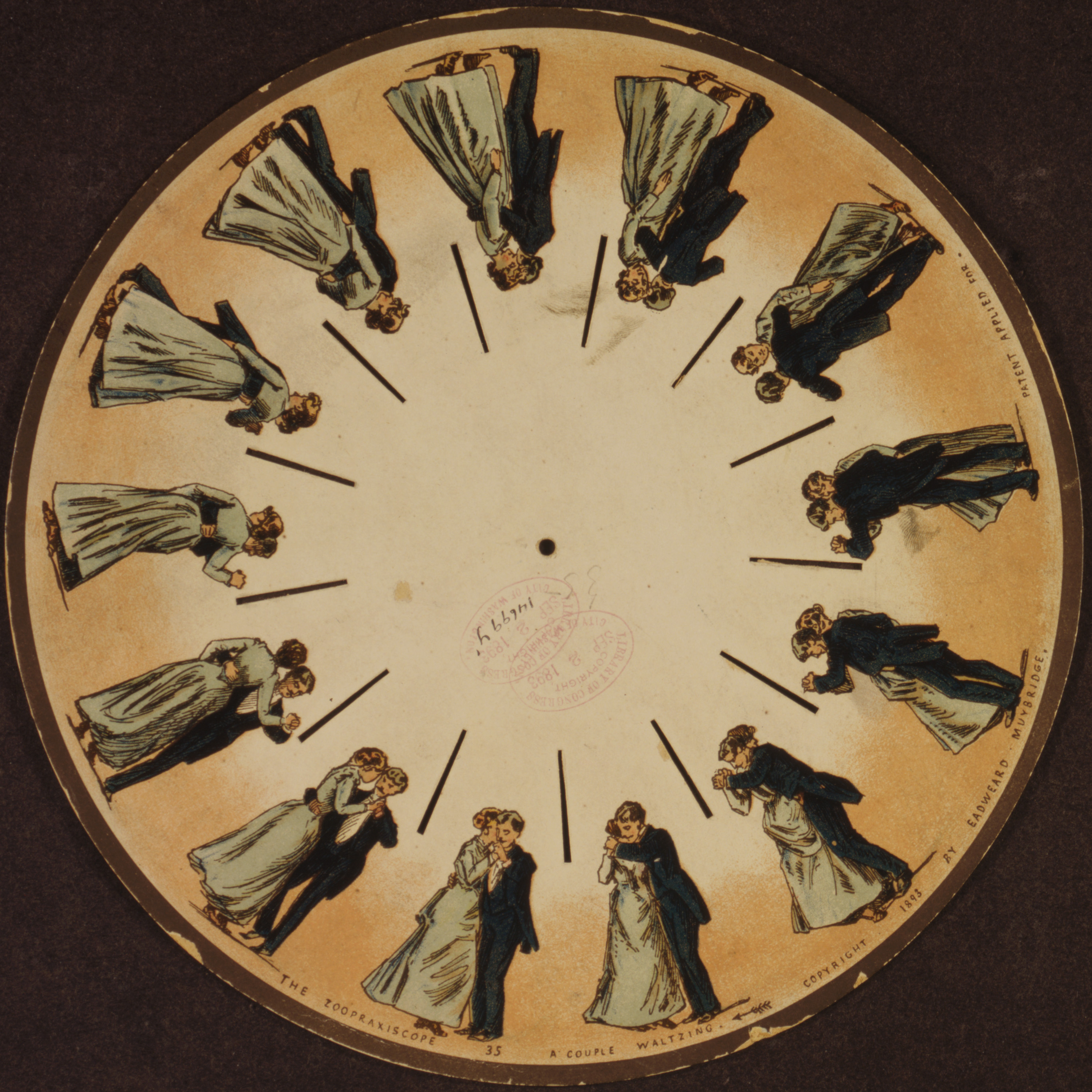
A Couple Waltzing.
Disco rotante.
Dettaglio dell'animazione.
Animazione della sequenza originale di Muybridge (1887).

### Dal 1894 al 1904
Eadweard Muybridge tornò nel 1894 nella nativa Inghilterra, dove si diede a un'intensa attività di conferenziere. 
Nel 1896–1897 tornò per l'ultima volta negli USA per liquidarvi i suoi beni, riuscendo a conservare il possesso delle negative, che al suo nuovo ritorno in Inghilterra usò per pubblicare due libri: Animals in motion (1899) e The human figure in motion (1901). I libri ebbero un enorme successo, tanto da essere in stampa ancor oggi. 
Muybridge morì di cancro alla prostata nel 1904 a Kingston sul Tamigi, nella casa della cugina Catherine Smith.
Le sue carte furono donate al locale museo, che oggi lo ricorda.

## Animal locomotion
Animal locomotion: an electro-photographic investigation of consecutive phases of animal movements 1872-1885.
| Volume | Titolo originale                                           | Plate | Immagine | Immagine in movimento |
| ------ | ---------------------------------------------------------- | ----- | -------- | --------------------- |
| I      | Males (nude)                                               | 279   |          |                       |
| II     | Males (nude)                                               | 362   |          |                       |
| III    | Females (nude)                                             | 451   |          |                       |
| IV     | Females (nude)                                             | 413   |          |                       |
| V      | Males (pelvis cloth)                                       | 152   |          |                       |
| VI     | Females (semi-nude and transparent drapery)                | 189   |          |                       |
| VII    | Males and Females (draped)                                 | 199   |          |                       |
| VIII   | Abnormal Movements. Males and Females (nude and semi-nude) | 559   |          |                       |
| IX     | Horses                                                     | 626   |          |                       |
| X      | Domestic Animals                                           | 717   |          |                       |
| XI     | Wild Animals and Birds                                     | 758   |          |                       |

## Citazioni e riferimenti culturali
- Nel 1993 gli U2 tributarono al lavoro di Muybridge il video di Lemon.
- Ai suoi scatti è ispirato un film del 1984 di Paolo Gioli, intitolato L'assassino nudo, dove in 42 minuti vengono mostrate le sue foto.